# غتشي قشلاق أميرلو
غتشي قشلاق أميرلو (بالإنجليزية: Gechi Qeshlaq Amirlu)‏ هي قرية تقع في أردبيل في إيران. يقدر عدد سكانها بـ 54 نسمة .